# Ichikawa Akinori
Akinori Ichikawa (sinh ngày 19 tháng 10 năm 1998) là một cầu thủ bóng đá người Nhật Bản.

## Sự nghiệp câu lạc bộ
Akinori Ichikawa đã từng chơi cho Yokohama FC.